# Торральба-дель-Пінар
Торральба-дель-Пінар, Торралба (ісп. Torralba del Pinar (офіційна назва), валенс. Torralba) — муніципалітет в Іспанії, у складі автономної спільноти Валенсія, у провінції Кастельйон. Населення — 64 особи (2010).

## Географія
Муніципалітет розташований на відстані близько 280 км на схід від Мадрида, 34 км на захід від міста Кастельйон-де-ла-Плана.

## Демографія
Динаміка населення (INE ):

## Галерея зображень

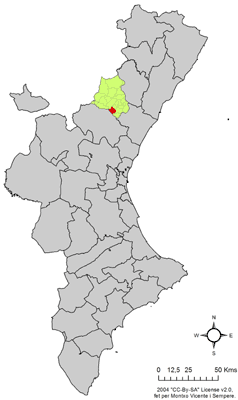
Розташування муніципалітету Торральба-дель-Пінар у автономній спільноті Валенсія
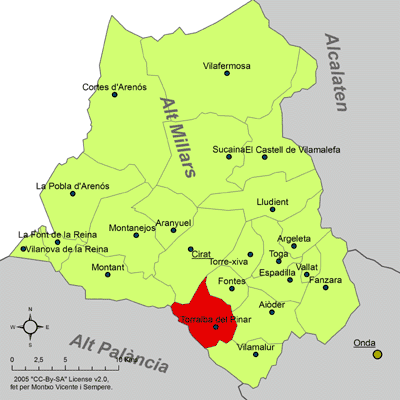
Розташування муніципалітету Торральба-дель-Пінар у комарці Альто-Міхарес
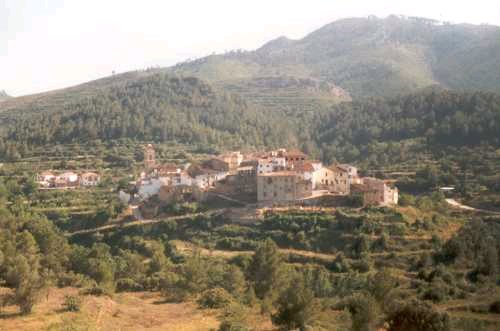
Панорама
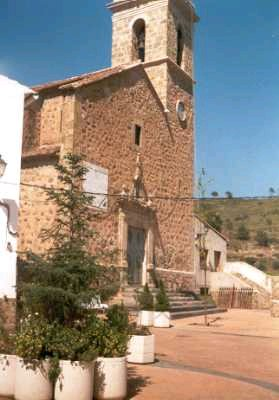
Парафіяльна церква